# 叶金蛛
叶金蛛（学名：Argiope lobata）为园蛛科金蛛属的动物。分布于从地中海到中国边境、缅甸至新喀里多尼亚和北澳大利亚以及中国大陆的新疆、宁夏等地，一般栖息于灌木及草丛。